# Undine (filme de 2020)
Undine é um filme de drama franco-alemão de 2020, dirigido por Christian Petzold. Foi selecionado para competir pelo Urso de Ouro no 70º Festival Internacional de Cinema de Berlim. Em Berlim, Paula Beer ganhou o Urso de Prata de Melhor Atriz.

## Elenco
- Paula Beer como Undine
- Franz Rogowski como Christoph
- Gloria de Oliveira como Antonia
- Jacob Matschenz como Johannes
- Rafael Stachowiak como Jochen
- Maryam Zaree como Monika